# Christy Moore
Christy Moore (Newbridge, Kildare, 7 mei 1945) is een Iers zanger, gitarist en songwriter. Enkele meer bekende nummers van hem zijn Ordinary Man, City of Chicago en Ride On.
Christopher Andrew 'Christy' Moore begon zijn muziekcarrière in de jaren zestig van de twintigste eeuw. Moore was een belangrijk lid van de Ierse folkband Planxty, als zanger, gitarist en bodhránspeler. Nadat deze groep uiteen viel, heeft Moore een solocarrière opgebouwd. Veel van zijn muziek handelt over sociale misstanden en onderwerpen als het milieu. Moore is bekend vanwege zijn live-optredens. In 1999 zorgden hartproblemen ervoor dat hij niet meer kon optreden; wel maakt hij nog steeds albums. Moore is de oudere broer van Luka Bloom. Sinds 2000 is hij weer begonnen met optreden, maar vaak in kleinere zalen en meestal begeleid door de gitarist Declan Sinnott en soms ook anderen.
Op zijn albums werkt hij geregeld samen met andere Ierse musici. Op het album Voyage zingen bijvoorbeeld Mary Black en Sinéad O'Connor mee. Met de laatste nam hij diverse duetten op.

## Discografie
Solo
- Paddy On The Road (1969)
- Prosperous (1972)
- Whatever Tickles Your Fancy (1975)
- Christy Moore (1976)
- The Iron Behind The Velvet (1978)
- Live In Dublin (1978)
- H Block (1980)
- Christy Moore and Friends (1981)
- The Time Has Come (1983)
- Ride On (1984)
- Ordinary Man (1985)
- The Spirit of Freedom (1986)
- Unfinished Revolution (1987)
- Voyage (1989)
- Smoke and Strong Whiskey (1991)
- King Puck (1993)
- Live At The Point (1994)
- Graffiti Tongue (1996)
- Traveller (1999)
- This is the Day (2001)
- Live At Vicar Street (2002)
- Burning Times (2005)
- Live at The Point 2006 (2006)
- Listen (2009)
- Folk Tale (2011)
- Where I come from (2013) 3 CDs
- Lily (2016)
- On the Road (2017)

Met Planxty
- Planxty (1972)
- The Well Below The Valley (1973)
- Cold Blow And The Rainy Night (1974)
- After the Break (1979)
- The Woman I Loved So Well (1980)
- Words and Music (1983)
- Planxty Live 2004 (2004)

Met Moving Hearts
- Moving Hearts (1981)
- Dark End Of The Street (1982)
- Live Hearts (1986) (Recorded 1983)

Compilatie Albums
- High Kings of Tara (Christy Moore, Planxty,..) (1980)
- Nice 'n Easy (1984)
- Aris (Planxty) (1984)
- Christy Moore (Compilation USA) (1988)
- The Christy Moore Collection 1981-1991 (1991)
- Christy Moore Collection Part 2 (1997)
- The Box Set 1964 2004 (2004)

Video
- Christy (1995) 54 min. - Christy leven en carrière.

- Bibliothèque nationale de France: cb14003893g (data)
- Gemeinsame Normdatei: 123629047
- International Standard Name Identifier: 0000 0001 1778 687X
- Library of Congress Control Number: n78047444
- MusicBrainz: f931ccfa-5c64-4bee-94c0-32fb1a6876c3
- Nationale Bibliotheek van Tsjechië: xx0110969
- Nationale Bibliotheek van Israël: 987007320352505171
- Nederlandse Thesaurus van Auteursnamen: 073326100
- Système universitaire de documentation: 15357139X
- Virtual International Authority File: 106960553
- WorldCat: E39PBJfgYWc6gPkCvB8fQy3RKd